# Peter Kyle
Peter John Kyle (ur. 9 września 1970) – brytyjski polityk, członek Partii Pracy, od 2024 minister nauki, innowacji i technologii. Od 2015 poseł do Izby Gmin.

## Życiorys

### Młodość, wykształcenie i wczesna działalność
Wychowywał się w hrabstwie West Sussex. W 1999 ukończył studia  z zakresu geografii, rozwoju międzynarodowego i ochrony środowiska na Uniwersytecie Sussex (z powodu dysleksji został przyjęty na studia dopiero w wieku 25 lat). W 2003 na tej samej uczelni uzyskał doktorat. Po studiach pracował m.in. dla organizacji Children on the Edge działającej na rzecz dzieci w Rumunii i innych państwach bałkańskich. W 2006 premier Tony Blair powołał go na stanowisko specjalnego doradcy gabinetu ds. przeciwdziałania wykluczeniu społecznemu. W latach 2013–2015 był dyrektorem generalnym Working for Youth (organizacji dobroczynnej działającej na rzecz młodych bezrobotnych).

### Kariera polityczna
W 2015 po raz pierwszy kandydował do Izby Gmin. Zdobył wówczas mandat w okręgu wyborczym Hove and Portslade w hrabstwie East Sussex. Uzyskiwał w tym okręgu reelekcje w 2017 i 2019 oraz po zmianie jego nazwy Hove and Portslade (w 2024). Od 2015 do 2020 wchodził w skład komisji parlamentarnej ds. przedsiębiorczości i handlu. 
Zaliczany był do umiarkowanego skrzydła partii, sprzeciwiającego się przywództwu Jeremy'ego Corbyna. Przed referendum w 2016 był zaangażowany w kampanię na rzecz pozostania Wielkiej Brytanii w Unii Europejskiej. Następnie opowiadał się za przeprowadzeniem drugiego referendum w spawie brexitu (poprawka Kyle'a-Wilsona) oraz (wbrew oficjalnemu stanowisku swojej partii) za pozostaniem Zjednoczonego Królestwa w Europejskim Obszarze Gospodarczym. W wyborach lidera Partii Pracy w 2020 popierał kandydaturę Jess Phillips.
Po objęciu przywództwa w partii przez Keira Starmera (w kwietniu 2020), zajmował niższe stanowiska rządowe w utworzonym przez Starmera gabinecie cieni. Początkowo był zastępcą ministra sprawiedliwości (ds. przestępczości wśród młodzieży oraz ofiar przestępstw), a następnie (od 14 maja 2021) – zastępcą ministra edukacji ds. szkolnictwa. 29 listopada 2021 wszedł w skład gabinetu cieni jako minister ds. Irlandii Północnej. Sprawował tę funkcję do 4 września 2023, gdy został minister nauki, innowacji i technologii w gabinecie cieni.
5 lipca 2024 objął to samo stanowisko w gabinecie Keira Starmera, utworzonym bezpośrednio po zwycięskich dla Partii Pracy wyborach parlamentarnych.

### Życie prywatne
Jest gejem. Od 2004 był związany z pochodzącym z Czech Vlastiilem Tiserem, aż do jego śmierci w 2012.